# Джа-Джа Бинкс
Джа-Джа Бинкс (англ. Jar Jar Binks) — персонаж франшизы «Звёздные войны», генерал, член Галактического сената сначала в качестве младшего представителя системы Набу, а затем — сенатор от сектора Чоммель. Бинкс — чрезвычайно неуклюжий гунган, постоянно попадающий в переделки, но умудряющийся выйти сухим из воды.
На создание героя Джорджа Лукаса вдохновил знаменитый мультипликационный персонаж Гуфи. Впервые появился в фильме «Звёздные войны. Эпизод I: Скрытая угроза», где его сыграл и озвучил актёр Ахмед Бест. Образ получил негативные оценки критиков и фанатов за излишнюю комичность, в связи с чем создателям пришлось значительно сократить участие персонажа в фильмах трилогии приквелов.
Джа-Джа признан ABC News самым ненавистным персонажем в «Звёздных войнах» и во всей кинематографии вообще, а фанатами были созданы десятки интернет-сайтов, собиравших всевозможные негативные характеристики Бинкса и придуманные для него способы смерти. Появившаяся в Reddit в 2015 году теория о «злодейском Джа-Джа» получила широкое распространение среди поклонников «Звёздных войн» и оказала значительное влияние на отношение к образу.
Джа-Джа Бинкс стал первым в истории кинематографа персонажем, полноценно созданным с помощью компьютерной графики и технологии motion capture.

## Биография
Джа-Джа Бинкс родился в 52 ДБЯ на планете Набу в семье китобоя Джоша Р. Бинкса. С детства неловкий, неуклюжий и несерьёзный, он постоянно попадал в неприятности, и в результате одной из них Джа-Джа его семья оказалась на пустынном острове. Судьба семьи остаётся неизвестной, но Бинкс выбрался оттуда и поселился в городе Ото-Гунга, где постоянно менял работу (его отовсюду выгоняли после нескольких дней), а после прибился к банде воров Руса Тарпальса, где несколько лет занимался отвлечением внимания зевак, в то время как остальные их грабили. Позднее Тарпальс ушёл в армию и сделал там карьеру, а потом устроил Бинкса на работу у председателя Совета города Босса Насса, но неуклюжий гунган в 33 ДБЯ устроил взрыв и был изгнан. Год спустя он наткнулся на двух джедаев, Квай-Гона Джинна и Оби-Вана Кеноби. Квай-Гон спас Джа-Джа от войск Торговой Федерации, и Бинкс, следуя кодексу чести, решает служить своему спасителю. По его требованию гунгану приходится провести джедаев в Ото-Гунгу, где Джинн выпрашивает у Насса корабль и снова спасает жизнь Бинксу, которого за возвращение приговорили к смерти.
Выполнив свою миссию — забрав королеву Падме Амидалу — джедаи и Джа-Джа, с вынужденной остановкой на Татуине и пополнением в виде Энакина Скайуокера, прибывают на Корусант. Затем, когда Амидала решает вернуться, Джа-Джа и джедаи следуют за ней. Обследовав опустевший город гунганов, Джа-Джа приходит к выводу, что его жители ушли в «святое место» и отправляется вслед за ними, а затем способствует заключению союза между гунганами и наземными жителями Набу, за что получает звание генерала. В новом качестве Бинкс принимал участие в битве за Набу, где его бездарное командование компенсировалось помощью генерала Тарпальса. После победы Джа-Джа становится первым членом Галактического сената своего вида в ранге младшего представителя, делегированного от системы Набу. В дальнейшем Бинкс всё время проводил на Корусанте, почти не навещая своих избирателей. Во время сепаратистского кризиса, разразившегося в 25—22 ДБЯ, Джа-Джа придерживался идеи мирного урегулирования путём большей федерализации Галактической Республики.
В 22 ДБЯ, когда сенатор Амидала после покушения на свою жизнь была вынуждена скрываться, Джа-Джа получил от неё полномочия сенатора. В этом качестве он и присутствовал на секретном совещании у Верховного канцлера Шива Палпатина, где рассматривались разведданные о подготовке графа Дуку и его сепаратистов к войне. Несмотря на то, что сенатские прения ещё не были завершены, вице-канцлер Мас Амедда заявляет, что кому-то надо выступить с призывом о немедленном восстановлении армии и намекает, что на это могла решиться только Падме. Задетый вице-канцлером, Бинкс сам, как сенатор, произносит речь и убеждает коллег вручить Палпатину чрезвычайные полномочия для воссоздания Вооружённых сил Республики в обход бюрократических процедур Галактического сената. С началом Войн клонов Джа-Джа, снова младший представитель, в основном занимался мелкой работой, но несколько раз и отличался: в 21 ДБЯ дипломатическими методами помог наладить поставки продовольствия на Рилот, а через несколько месяцев — арестовать Нута Ганрея. Затем он вошёл в состав делегации Республики к пиратам с Флорума, державшим в плену Дуку, а после гибели её главы, сенатора Харруса, возглавил делегацию. В 19 ДБЯ Бинкс стал единственным, с кем королева планеты Бардотта была согласна обсудить факт исчезновения местных, чувствительных к Силе, мастеров — и вместе с магистром Мейсом Винду он раскрыл преступления клана Сестёр ночи, похищавших мастеров для своих ритуалов.
В середине 19 ДБЯ, когда война подходила к концу, а канцлер не слагал под разными предлогами свои чрезвычайные полномочия, Джа-Джа, осознавший допущенную им ошибку, подписывает «обращение 2000», группы членов сената, призывавших канцлера немедленно сложить полномочия и тем самым переходит в оппозицию. Когда Палпатин объявляет себя императором, Республика становится Галактической империей, Бинкс принимает кресло сенатора от сектора Чоммель от умершей Амидалы. Он отказывается принять участие вместе с коллегами по «обращению 2000» в создании Альянса Повстанцев и начинает проводить лояльную Империи политику, полагая, что он будет примером для других сенаторов как представитель родины императора. Более того, Бинкс устанавливает тёплые отношения с Куаршем Панакой, имперским губернатором Набу, отличавшимся жестокостью даже по меркам имперцев; таким образом Джа-Джа удержался в сенате до его фактического роспуска перед Битвой при Явине в 0 ДБЯ.
После Битвы при Явине
В 2017 году был опубликован каноничный роман Чака Вендига «Последствия: Конец Империи»; по нему, в 6 ПБЯ Бинкс рассказал сироте, что после роспуска Палпатином сената начались аресты его членов, но гунгана не тронули — только лишили всего имущества. Джа-Джа зарабатывал на жизнь, побираясь в столице Набу Тиде и показывая фокусы прохожим. Экс-сенатор высказал надежду, что Новая Республика не оставит его в беде.
В «Легендах» в том же 6 ПБЯ был созван Галактический сенат, но королева Набу Киланта назначила сенатором вместо всё ещё легитимного Бинкса Пуджу Наберри, племянницу Амидалы. Сам Бинкс был жив и находился на контролируемом Империей Корусанте; там он и был, когда Новая Республика изгнала имперцев из Центральных миров, однако не помогал бывшим повстанцам и даже демонстрировал проимперскую позицию. Из «Легенд» также известно, что после 19 ДБЯ Джа-Джа женился, у него появился сын Абсо-Бар. Вероятно, Бинкс умер от старости на Корусанте.

## Создание
Джордж Лукас, создавая трилогию приквелов, изначально не планировал вводить комического персонажа, однако его сын Джетт предложил «разбавить» получающуюся мрачной и политизированной трилогию персонажем, который хотя бы отчасти восполнял потерю юмора Хана Соло. Лукас, вдохновляясь одним из любимых мультипликационных персонажей сына, диснеевским Гуфи, создаёт высокого (ростом 1,96 м) гунгана с длинными ушами и стебельчатыми глазами, походящего на антропоморфизированного гадрозавра или утконоса, а Джетт придумывает ему имя — Джа-Джа Бинкс. Окончательную доводку внешности проводила иллюстратор Террил Уитлатч.
Будущего исполнителя роли продюсер Робин Гурланд заметил на одном из выступлений группы Stomp. Игравший там американский актёр Ахмед Бест привлёк своим атлетическим телосложением, поскольку снимать высокого и крупного гунгана планировалось с помощью технологии захвата движения, тогда ещё малораспространённой и несовершенной. Во время прослушивания, а это были его первые пробы в кино, Бест исполнял приёмы из различных боевых искусств, что, как узнал актёр позднее, контрастировало с тем, как Лукас представлял персонажа, — он хотел увидеть кого-то в стиле Бастера Китона. Тем не менее, его утвердили на роль. Известно, что Бинкса планировал сыграть певец Майкл Джексон, однако, как утверждает Бест, идея не реализовалась потому, что тот «хотел сделать это с помощью протезирования и макияжа», тогда как Лукас делал упор на компьютерную графику.
В процессе съёмок «Скрытой угрозы» Лукас и Бест вместе «додумывали» персонажа. Так, они «позаимствовали» походку у Чарли Чаплина, модель поведения — у Бастера Китона; вместе написали персонажу часть реплик, а позднее придумывали неуклюжести и глупые действия Бинкса на экране. С помощью захвата движения Бесту удалось создать комедийного героя, каким его представляли изначально; озвучен же он был также Бестом. Бест носил изображающий Джа-Джа костюм-протез стоимостью около 100 000 долларов и служил ориентиром для взаимодействия аниматоров и художников. Бинкс стал первым второстепенным персонажем в игровом фильме, созданным с помощью компьютерной графики, хотя в некоторых кадрах, показывающих только руки или ноги персонажа, костюм не был заменен графикой.
В двух следующих фильмах трилогии роль Бинкса пришлось сократить ввиду сильной критики со стороны СМИ и фанатов. В качестве шутки перед началом съёмок следующей части режиссёр прислал актёрам сценарий нового фильма под названием «Большое приключение Джа» — зная, что это просочится в прессу, Лукас таким образом по мнению Ахмеда Беста, «показал средний палец тем, кто заявляет „все ненавидят Джа-Джа“». В настоящем же сценарии к «Атаке клонов», где Джа-Джа почти лишился оригинальности из первого фильма, Лукас написал все сцены сам; однако он всё-таки дал достаточно экранного времени для того, чтобы Бинкс сыграл «значимую роль».
В «Мести ситхов» гунган появляется всего в двух сценах и говорит только одно слово — «извините» — когда сталкивается с одним из сенаторов. Бест же рассказал журналистам из Entertainment Weekly, что должна была быть ещё одна сцена, в которой представитель Бинкс и канцлер Палпатин идут рядом: «Палпатин как бы благодарит Джа-Джа за то, что он привёл его к власти. Это действительно интересная сцена, и она показывает эволюцию Джа-Джа от весёлого детского персонажа до манипулируемого политика», и таким образом, Лукас подводит черту под историей гунгана — теперь он просто политик, но эта «действительно мрачная сцена» не укладывалась в фильм. В другом интервью Бест заметил, что «Месть ситхов» — мрачная история восхождения Дарта Вейдера, и там не должно было быть комедии, а «вся цель [образа] Джа-Джа заключалась в том, чтобы принести свет и легкомыслие. К тому времени их не было».
В мультсериале «Звёздные войны: Войны клонов» (2008) Джа-Джа появляется несколько раз. Бест вновь вернулся к его озвучиванию, несмотря на то, что ввиду критики Бинкса у него были мысли о самоубийстве. Образ персонажа специально делался таким, чтобы показать окончательный переход от Бинкса в «Скрытой угрозе» к Бинксу в «Мести ситхов». Так, если в первом сезоне, в серии «Бомбад джедай» Джа-Джа ведёт себя ещё более неуклюже и глупо, чем в первом эпизоде, то в серии «Пропавшая» из шестого сезона он впервые полностью серьёзен и даже ничего не портит.

## Критическое восприятие
Ещё до выхода в свет эпизода «Скрытая угроза» Джа-Джа стал объектом достаточно серьёзного внимания со стороны СМИ и общественности. Так, Брент Стэйплс из The New York Times считает, что гунган «ходит как сутенёр. Бинкс, безусловно, самый глупый персонаж в фильме», а его простодушная преданность своим «белым» мастерам-джедаям напомнила людям о самых оскорбительных расовых стереотипах Голливуда; Дэвид Эдельштейн из Slate назвал Бинкса «динозавром человеческого роста с выпученными глазами, говорящим на вест-индийском жаргоне», а Эрик Харрисон из Los Angeles Times сравнил Бинкса с некорректной пародией на Степина Фетчита. Харрисон же отмечает небывалое возмущение зрителей из Северной Америки этим персонажем: в частности, был создан сайт jarjarmustdie.com («Джа-Джа должен умереть»), собирающий голоса фанатов для обращения к «Lucasfilm» с просьбой убить Бинкса. Брюс Хэнди из Vanity Fair написал, что Джа-Джа «стал символом того, что многие фанаты считают недостатками трилогии приквелов: персонажи, до которых никому нет дела; чувство юмора, ориентированное на самых юных мыслящих членов аудитории; чрезмерное доверие к компьютерной графике; и сюжетные линии, посвященные запутанным политическим махинациям, которые были бы более уместны в экранизациях [книг] „Я, Клавдий“ или „Взлёт и падение Третьего рейха“, но никак не подходящие для фильмов с такими персонажами, как Джа-Джа Бинкс». Кейт Фиппс из The A.V. Club заявила, что Бинкс неуклюже вписан в фильм, который мог бы обойтись и без гунгана, призванного обеспечить комические отступления от основной сюжетной линии, но вместо этого он «убивает почти все сцены, в которых открывает рот».
Кинокритики и фанаты обвиняли авторов фильма в чрезмерной коммерциализации, направленной на детей младшего возраста. Джордж Лукас заявил, что «эти фильмы для детей, но они [фанаты] не хотят это признать… Существует небольшая группа поклонников, которые не любят комических помощников. Они хотят, чтобы фильмы были жёсткими, как „Терминатор“, и они очень расстраиваются и становятся весьма категоричными по отношению к всему, что как-либо связано с детскостью». Роб Коулман, который был главой команды аниматоров Industrial Light & Magic, позднее вспоминал, что он сообщил Лукасу о том, что команда предрекает персонажу Джа-Джа неудачу; Лукас же ответил ему, что он специально ввёл Джа-Джа в фильм для привлечения внимания детей двенадцати лет и младше. В апреле 2019 года во время Star Wars Celebration перед панелью, посвященной 20-летию «Скрытой угрозы», Джордж Лукас назвал Джа-Джа своим любимым персонажем «Звёздных войн».
Критик Джо Моргенштерн из The Wall Street Journal описал персонажа как «растафарианца Степина Фетчита на платформах-копытах, раздражающе пересекающегося с Баттерфлай Маккуин». Юрист и сторонница критической расовой теории Патрисия Дж. Уильямс предположила, что многие аспекты образа Джа-Джа очень напоминают архетипы блэкфейс-артистов менестрель-шоу, а Пауэлл Форд полагает, что персонаж является «непринуждённым персонажем-клоуном», представляющим собой стереотипы о чернокожих жителях Карибских островов. Лукас опроверг любые связи персонажа с расизмом; Бест также заявил, что Джа-Джа не имеет никакого отношения к Карибскому бассейну.
Критики ABC News Шейла Марикар и Лиз Херон в 2010 году поставили Бинкса на первое место в свой топ-10 «худших героев сериалов и фильмов», назвав его худшим из вымышленных персонажей, появившихся за последние 20 лет.
Ук Ким из журнала «Тайм» отметил, что к 2012 году существовало более тридцати сайтов, предназначенных для сбора «наполненных жёлчью выплесков ненависти к Джа-Джа». Он привёл три способа смерти Бинкса, придуманных пользователями одного из сайтов, идущих под порядковыми номерами 87, 352 и даже 464.

### Теория об антагонисте
В конце октября 2015 года пользователь Reddit под ником «Lumpawaroo» опубликовал подробную теорию, в которой предполагалось, что Бинкс изначально создавался в качестве главного антагониста трилогии, видного соратника Сидиуса — Палпатина, но затем его убрали с роли главного злодея и заменили графом Дуку из-за негативной оценки персонажа. Теория основывалась на интервью с Ахмедом Бестом в сообществе r/IAmA, где тот заявлял об урезке роли персонажа из-за реакции фанатов.
Этот пост быстро стал популярным и получил широкое освещение в СМИ со стороны независимых блогеров и крупных агентств, таких как The Washington Post и The New York Times, включивших теорию в свои анализы «Скрытой угрозы». Они же дали Бинксу прозвище «Дарт Джа-Джа». Журналист Эндрю Стрит из The Guardian назвал это «классическим поворотом», сравнив его с первоначальной показной глупостью Йоды в «Империя наносит ответный удар», а Мэтт Хики из Forbes написал Джорджу Лукасу письмо, «чтобы узнать его реакцию на эту теорию Бинкса», но ответа не получил.
В ответ на предположения Бест написал в своём Твиттере: «мне по-настоящему нравится, когда виден скрытый смысл работы», со своей стороны подтверждая теорию. Несколько месяцев спустя он расширил свой твит в интервью на YouTube, заявив: «многое в [теории] правдиво, кое-что — нет… Мог ли Джа-Джа… Я думаю, что ответ — да». Бест пришел к выводу, что только Лукас может раскрыть реальную роль Бинкса, однако заявил, что была удалённая сцена из «Атаки клонов», в которой Палпатин «мрачно рассказывает» о своих планах относительно будущей Империи Бинксу.
Кларисса Лоури из The Independent, ознакомившись с твитом актёра, предположила, что «Дарт Джа-Джа» может быть не просто сторонником Дарта Сидиуса, но сам Сидиус мог быть марионеткой Бинкса: «что именно имеет в виду Джордж Лукас, когда говорит: „Джа-Джа — ключ ко всему этому“? (англ. Jar Jar is the key to all of this?)». Однако она отметила, что несмотря на подобную реакцию, не сто́ит ожидать в будущих фильмах намёков на злодея Джа-Джа, поскольку, по её мнению, Райан Джонсон в снимаемом им «Эпизоде VIII» не решится «раскрыть, что таинственный Сноук на самом деле является персонажем, который когда-либо называл себя „Ми́са“».
Режиссёр и сценарист Джей Джей Абрамс, работавший над трилогией сиквелов, ознакомился с теорией о злодейском Джа-Джа. Он описал аргументацию «Lumpawaroo» как «невероятно длинный анализ, очень серьёзно продуманный» и показавшийся ему запоминающимся.